# Brownie McGhee
Brownie McGhee, all'anagrafe Walter Brown McGhee (Knoxville, 30 novembre 1915 – Oakland, 16 febbraio 1996), è stato un chitarrista e attore statunitense, noto soprattutto per la sua collaborazione con l'armonicista Sonny Terry.

## Biografia
McGhee iniziò il suo apprendistato musicale cantando in cori gospel del Tennessee. Successivamente imparò a suonare la chitarra e iniziò a viaggiare per gli Stati Uniti. Due incontri in particolare si rivelarono importanti: il primo con Blind Boy Fuller, che divenne il suo mentore, il secondo con Sonny Terry, con cui avviò una delle collaborazioni più durature e fortunate nella storia del blues.
Negli anni Sessanta, sulla scia del Folk Revival, Terry & McGhee conobbero ulteriore fama a New York, influenzando musicisti come Woody Guthrie e Bob Dylan.
Nel 1980, dopo quasi quarant'anni di assidua collaborazione e un'intensa attività dal vivo, Terry e McGhee si separarono, continuando separatamente.
McGhee morì nel 1996 in seguito ad una lunga malattia, poco dopo la sua ultima esibizione live al Chicago Blues Festival nel 1995.

## Discografia parziale

### Discografia solista

#### Album
- 1951 - Traditional Blues, Vol. 1
- 1955 - Brownie McGhee Blues
- 1959 - Brownie McGhee Sings the Blues
- 1960 - Traditional Blues, Vol. 2
- 1962 - Brownie's Blues
- 1976 - Blues Is Truth
- 1985 - Facts of Life

#### Raccolte
- 1991 - The Folkways Years, 1945–1959

### Discografia con Sonny Terry

#### Album
- 1955 - Brownie McGhee Blues
- 1956 - Washboard Band: Country Dance Music
- 1958 - Folk Songs of Sonny Terry and Brownie McGhee
- 1959 - Blues with Big Bill Broonzy, Sonny Terry and Brownie McGhee
- 1962 - At the 2nd Fret
- 1973 - Sonny & Brownie
- 1990 - Brownie McGhee and Sonny Terry Sing
- 2016 - Back Country Blues

## Filmografia

### Cinema
- Un volto nella folla (A Face in the Crowd), regia di Elia Kazan (1957)
- Lo straccione (The Jerk), regia di Carl Reiner (1979)
- Angel Heart - Ascensore per l'inferno (Angel Heart), regia di Alan Parker (1987)

### Televisione
- Casa Keaton (Family Ties) – serie TV, 1 episodio (1988)
- Matlock – serie TV, 1 episodio (1989)